# Кропивницкий, Марк Лукич
Марк Луки́ч Кропивни́цкий (укр. Марко Лукич Кропивницький; 22 мая 1840, Бежбайраки, Херсонская губерния — 21 апреля 1910, Херсонская губерния) — украинский театральный деятель, актёр, режиссёр, певец, драматург, прославившийся как один из ярчайших знатоков и выразителей жизни украинского села. Отец оперной певицы Александры Кропивницкой.

## Биография
Марк Кропивницкий родился 10 мая (22 мая) 1840 года в Херсонской губернии в селе Бежбайраки (ныне село Кропивницкое, Кировоградская область, Украина) в семье Луки Ивановича Кропивницкого, управляющего имением помещика и Капитолины Ивановны, урожд. Дубровинской. Родители его играли на музыкальных инструментах, хорошо пели. Семейная жизнь их была непростой: Капитолина Ивановна несколько раз уходила от мужа, возвращалась, и Марк с детства был предоставлен сам себе.
По отцовской линии семья принадлежала к шляхетскому роду Кропивницких герба Сас. В 1856 году окончил Бобринецкое уездное училище. В 1861—1871 годах служил в уездном суде канцеляристом. Недолго учился на юридическом факультете Киевского университета.

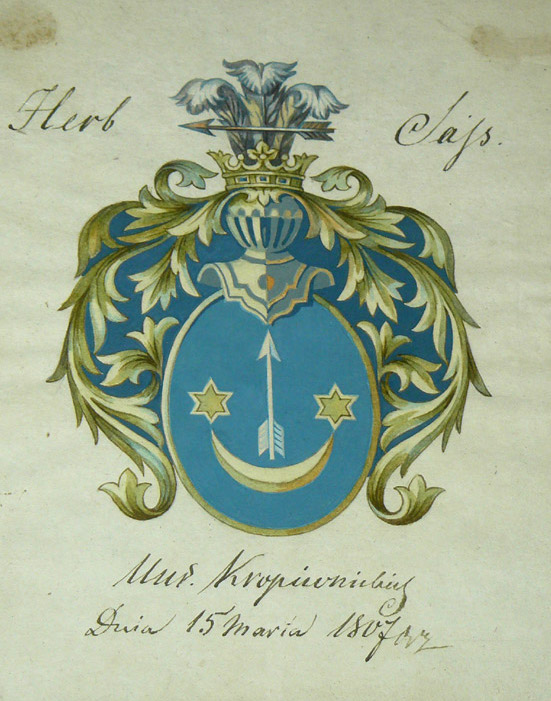
Родовой герб Кропивницких из фондов Мемориального музея М. Л. Кропивницкого

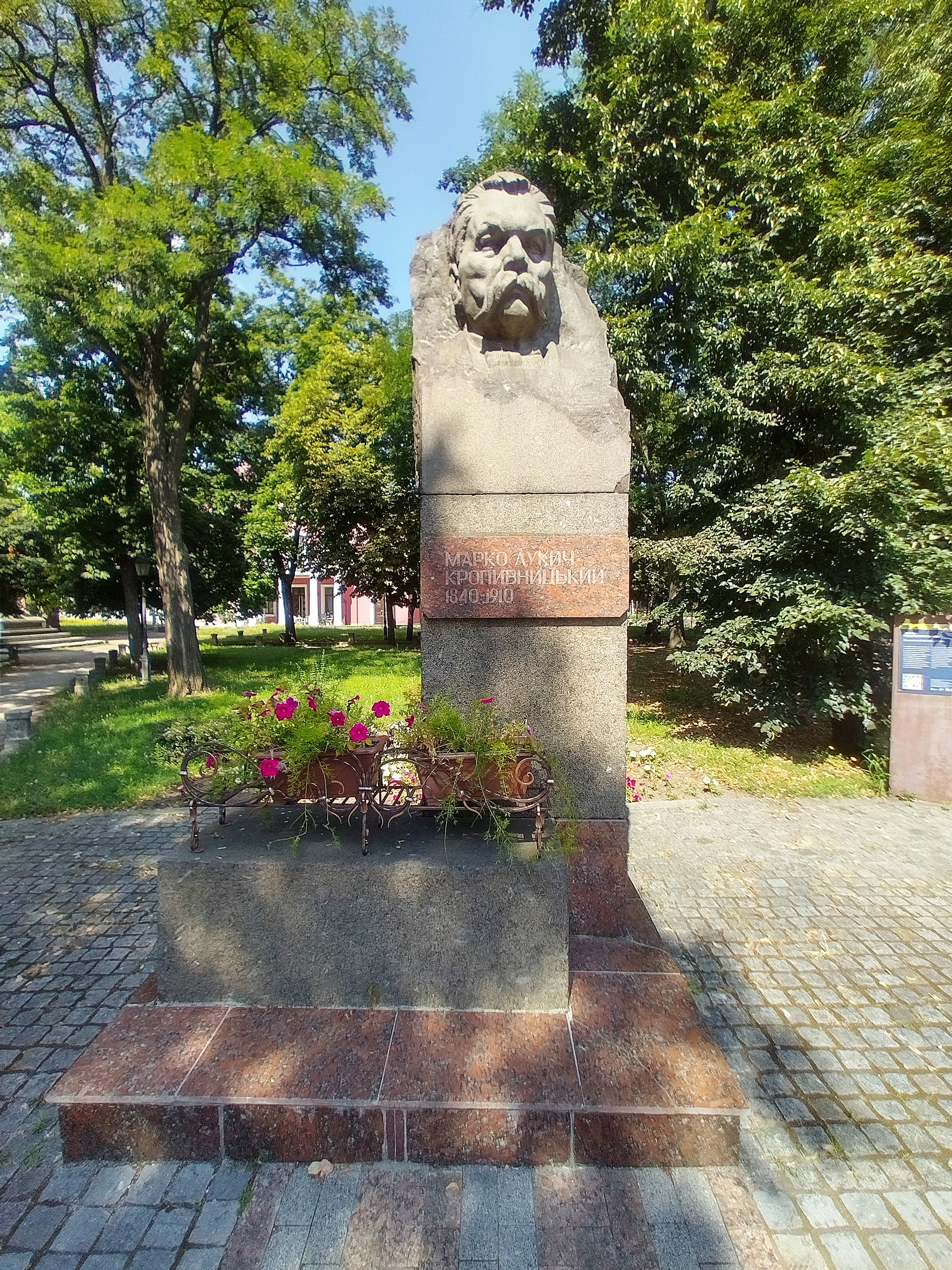
Памятник-бюст М. Л. Кропивницкому

В 1882 году в Елисаветграде (теперь — Кропивницкий) составил собственную труппу, более известную как театр корифеев. В состав этой труппы вошли Мария Заньковецкая, Анна Затыркевич, Николай Садовский (Тобилевич). Позже к ней присоединились Мария Садовская-Барилотти (Тобилевич), Панас Саксаганский (Тобилевич), Иван Карпенко-Карый (Тобилевич) и некоторые другие. Во время гастролей в Петербурге зимой 1886—1887 гг. своим невиданным успехом труппа Кропивницкого затмила Александринский и Мариинский императорские театры, а также гастролировавшие в это время в северной столице труппы из Германии, Италии и Франции. В игре украинских актеров искушенную петербургскую публику привлекали, с одной стороны, высочайшее индивидуальное мастерство исполнителей, а с другой — филигранный актерский ансамбль, чего ценители искусства не видели на русской сцене со времен Михаила Щепкина."Хохлы и хохлушки, писал в эти дни на страницах своей газеты «Новое время» Алексей Суворин, — решительно и по праву овладели вниманием Петербурга. Г. Кропивницкий не только бесподобный актер, но и такой же бесподобный режиссер. <…> Его маленький оркестр повинуется ему так же, как и большой Направнику. Все на своем месте и все вовремя". Выступления украинских актеров 4 ноября 1887 года посетил Александр III, для которого были сыграны два спектакля за пьесами Т. Шевченко («Назар Стодоля») и М. Старицкого («Если колбаса и чарка, то пройдет и ссора»). 25 января того же 1887 года украинские актеры еще раз выступили в присутствии царской семьи, но теперь уже на сцене знаменитого Мариинского театра, где до этого не играла ни одна провинциальная труппа. Исключение для труппы Кропивницкого сделал лично император. В этот день украинские корифеи играли «Наталку Полтавку» И. Котляревского и один из водевилей А. Велисовского. Петербуржская аристократия во главе с Александром ІІІ стоя аплодировала украинским актерам. Не меньшей популярностью пользовался Кропивницкий и его собратья по сцене также в Москве и других городах России. Примечательно, что после окончания гастролей в Петербурге, которые длились три месяца, директор императорских театров г. Погожев сделал предложение М.Кропивницкому и М. Заньковецкой на очень выгодных для них условиях перейти служить на сцену Александринского театра. Но знаменитые актеры, хорошо понимая, что такое их решение нанесет непоправимый урон еще не окрепшему родному украинскому театру, отказались. Впоследствии на основе театрального коллектива «батька украинского театра» (так уважительно драматурга называли современники) образовалось несколько самостоятельных трупп.
Кропивницкий позировал в качестве модели для образа одного из казаков к картине Ильи Репина «Запорожцы пишут письмо турецкому султану».
Свои драматические произведения Кропивницкий писал на украинском языке. Сборник драм Кропивницкого — «Дай серцю волю — заведе в неволю», «Глитай», «Невольник» и «Помирились» — вышел в Киеве в 1882 году; во 2-е издание (Харьков, 1885) вошли ещё и «Пошились у дурнi» и «Лихо не кожнему лихо». Позднее вышли «Доки сонце зійде — роса очi виїсть» и водевиль «По ревізiї». Этот водевиль пользовался в то время большой известностью.
Произведения Кропивницкого отличаются знанием народной жизни, сценичностью и хорошим украинским языком. В 1911 году вышло 4-е издание сочинений Кропивницкого: «Збірника творів», из девяти пьес. Всего Марк Кропивницкий написал около 40 пьес.
Как автору-драматургу, Кропивницкому отведено почётное место в трудах профессора Николая Петрова, Сергея Ефремова, Франка[уточнить]. Отмечено знакомство его с народной жизнью, его хороший, чистый язык. Ещё большее значение имеет Кропивницкий как артист. Иван Котляревский и Григорий Квитка создали украинскую драматургическую литературу; Кропивницкий создал украинскую сцену, если не считать забытого Соляника.
Алексей Суворин посвятил Кропивницкому и его сподвижникам на сцене книгу «Хохлы и хохлушки». «Я видел в „Наталке-Полтавке“ Щепкина, — писал Суворин, — и смело скажу, что Кропивницкий нисколько не ниже знаменитого артиста». Разбирая постановку на петербургской сцене «Назар Стодоля», Суворин говорил в 1886 году: «Кропивницкий — не только бесподобный актёр, но и такой же бесподобный режиссёр…» В пьесе «Розумний і дурень» Кропивницкий был великолепен. По словам Суворина, «…соединение тонкой наблюдательности с выразительностью и бесподобной гримировкой, рядом с разнообразием типов делают из Кропивницкого такого актёра, подобного которому нет ни на одной русской сцене…» В «Наймичке» Кропивницкий «создал шедевр из отставного солдата, из намёков сделал типы и создал их с добросовестностью и пониманием изумительными».
Скончался 8 (21) апреля 1910 года по дороге из Одессы в Ольвиополе (с 1918 г. г. Первомайск), где был на гастролях. Похоронен в Харькове.

## Семья
1-й брак — Александра Константиновна Кропивницкая (урожд. Вукотич; 1852—1880)
Дети:
- Константин Маркович Вукотич-Кропивницкий (1870—1919), театральный актер и режиссер. Константин Маркович — приемный сын, т. н. «подкидыш». Марк Лукич и Александра Константиновна его усыновили[10].
- Мария Марковна Кропивницкая (1875—1910)

2-й брак — Любовь Квитка, актриса
- Сын — Павел Маркович Кропивницкий

3-й брак — Надежда Васильевна Кропивницкая (урожд. Гладущенко; 1859—1922), врач
Дети:
- Александра Марковна Кропивницкая
- Владимир Маркович Кропивницкий (1892—1977, Ленинград), хормейстер, работал в операх Ташкента, Баку, Новгорода, Полтавы, Ленинграда.
- Ольга Марковна Кропивницкая (1894—1967, Киев). Ее муж — Алексей Пантелеймонович Рябов, композитор, дирижер
  - Внуки (дети Ольги Марковны и Алексея Пантелеймоновича) — Игорь Алексеевич Кропивницкий, журналист, музыкант и Марина Алексеевна

## Творчество
М. Л. Кропивницкий является автором популярного романса «Соловейко» («Соловушка»).

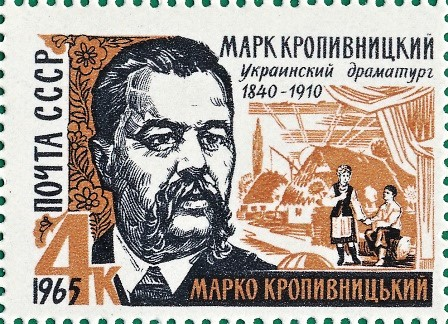
Почтовая марка, 1965 год

### Пьесы
- «Дай сердцу волю, заведёт в неволю» (1863)[2]
- «Пока солнце взойдёт — роса очи выест» (1882)
- «Мироед, или Паук» (1882)
- «С ревизией» (1882)
- «Две семьи» (1888)
- «Олеся» (1891)
- «Засоренные родники» (1895)
- «Тяжелое время» (1906)

### Роли в театре
- «Наталка-Полтавка» И. П. Котляревского — Пётр[2]
- «Шельменко-денщик» Г. Ф. Квитка-Основьяненко — Лопуцковский
- «Не в свои сани не садись» А. Н. Островского — Бородкин
- «Бедность не порок» А. Н. Островского — Митя

## Память
3 апреля 1914 года на городском кладбище в Харькове был открыт памятник Кропивницкому (скульптор Ф. Балавенский). На гранитной глыбе помещён бронзовый бюст Кропивницкого.
Имя Марка Кропивницкого присвоено Кировоградскому академическому областному украинскому музыкально-драматическому театру, Центральной библиотеке Николаева.
Именем названы улицы в Киеве, Харькове, Кропивницком, Кривом Роге, Чернигове и других населённых пунктах Украины. В честь Кропивницкого переименовано село, в котором он родился. 14 июля 2016 года Кировоград был переименован в Кропивницкий, а 20 ноября 2018 года Кировоградский район также был переименован в Кропивницкий район.

## Биографии
- Киричек, П. М. Марк Кропивницкий: Критико-биографический очерк. Симферополь, 1961.
- Киричек, П. М. Марк Кропивницкий: жизнь и творчество. Киев, 1968.
- Киричек, П. М. Марк Кропивницкий литературный портрет. Киев, 1985.